# SN 2006hk
SN 2006hk – supernowa typu Ia odkryta 18 września 2006 roku w galaktyce A232029-0109. W momencie odkrycia miała maksymalną jasność 21,30m.